# Christian Koerner
Christian Koerner (Tubinga, 1966) è un attore tedesco.

## Filmografia
- Il Clown - serie TV (1 episodio) (2001)
- Lady Cop  - serie TV (1 episodio) (2003)
- Im Namen des Gesetzes - serie TV (2 episodi) (2003-2005)
- Un caso per due - serie TV (8 episodi) (2003-2009)
- Quattro minuti - regia di Chris Kraus (2006)
- Lasko - serie TV (1 episodio) (2010)
- Die Bergretter - serie TV (1 episodio) (2014)
- In aller Freundschaft - Die jungen Ärzte - serie TV (1 episodio) (2016)
- Il commissario Lanz - serie TV (1 episodio) (2016)
- SOKO Wismar - serie TV (1 episodio) (2017)
- SOKO Potsdam - serie TV (1 episodio) (2021)
- Il Grifone - serie TV (2023)